# 朝鮮人民軍総参謀部
朝鮮人民軍総参謀部（ちょうせんじんみんぐんそうさんぼうぶ、朝鮮語：총참모부）は、朝鮮人民軍の軍令機関。形式上は国防省の傘下機関だが、朝鮮人民軍総政治局と並んで国防省より強大な権限を有し、近年は国防相より高位の人物が総参謀長に就任している。

## 機構
総参謀部直属局は、概ね13個局がある。かつては作戦局と並んで偵察局が最も重要な部署であったが、偵察局は党の部署と統廃合されて朝鮮人民軍偵察総局となり、人民武力部傘下になったため参謀部の傘下機関ではなくなった。通信局・化学局・工兵局等は直轄部隊を保有している。
総参謀部隷下には、直属局の外にも、各種兵科司令部（Branch Command）に該当する教導指導局3個と地上軍軍団、そして海・空軍司令部等が所属し、総参謀部から作戦指揮を受ける。
教導指導局とは、教育・指揮・訓練責任を負う部署という意味である。即ち、軽歩兵教導指導局は、軽歩兵部隊（特殊部隊）の教育・指揮・訓練を担当する部署を意味し、戦車教導指導局や砲兵教導指導局も同様の意味である。最近、砲兵教導指導局が砲兵司令部に改編されたという報道もある。
- 作戦局
- 軍事訓練局（戦闘訓練局？）：各種教育訓練計画と指針を下達する。
- 軍事発展局（軍事開発局？）：戦略、戦術開発を担当するものと知られている。
- 隊列補充局：兵士の部隊配置、人事管理を担当する。
- 軍事動員局：所要兵力及び梯隊兵力把握、兵力充員計画及び執行任務を担当しているとされている。
- 通信指揮局（通信局？通信指導局？）：各軍の有・無線通信の運用及び監督を担当している。隷下に直轄通信旅団も保有しているという。
- 電子戦局：湾岸戦争以後、大幅に強化されている部署で、美林大学という電子戦及びその他の最新軍事技術専門研究機関も設置したという。1980年代以降に創設されたようである。
- 核化学防衛局（化学局？）
- 工兵局：軍事施設建設及び地雷埋設任務を有しているという。隷下に重渡河旅団を保有しているという。
- 兵器局：兵器弾薬の保管及び出納を担当しているという。
- 地質局：軍用地図の作成及び配布任務を有しているという。
- 監察局？：予算執行に関する統計と調査任務を有しているという。
- 軍事発刊局？：

## 歴代総参謀長
- 姜健（1948年2月 - 1950年7月）
- 金雄（1950年10月? - 1950年12月）
- 南日（1950年12月 - 1953年8月）
- 金光侠（1953年8月 - 1957年9月）
- 李権武（1957年9月 - 1959年7月）
- 金昌奉（1959年7月 - 1962年10月）
- 崔光（1962年10月 - 1968年12月）
- 呉振宇（1968年12月 - 1979年9月）
- 呉克烈（1979年9月 - 1988年2月）
- 崔光（1988年2月 - 1995年10月）
- 金永春（1995年10月 - 2007年4月）
- 金格植（2007年4月 - 2009年2月）
- 李英浩（2009年2月 - 2012年7月、失脚）
- 玄永哲（2012年7月 - 2013年5月）
- 金格植（2013年5月 - 2013年8月）
- 李永吉（2013年8月 - 2016年2月）
- 李明秀（2016年2月 - 2018年6月）
- 李永吉（2018年6月 - 2019年9月）
- 朴正天（2019年9月 - 2021年9月）
- 林光日（2021年9月 - 2022年6月）
- 李泰燮 (2022年6月 - 2022年12月）
- 朴秀逸（2022年12月 - 2023年8月）
- 李永吉（2023年8月 - ）

## 歴史
- 2024年、北朝鮮はウクライナと交戦中のロシアに人民軍を派遣（北朝鮮のロシア派兵）。同年10月30日、ウクライナは国際連合安全保障理事会の場で、キム・ヨンボク副総参謀長を含む将官3人が現地に入ったと報告した[1]。